# سزار رومینسکی
سزار رومینسکی (انگلیسی: César Ruminski; ۱۳ ژوئن ۱۹۲۴ – ۱۴ مه ۲۰۰۹) بازیکن فوتبال اهل فرانسه بود.
از باشگاه‌هایی که در آن بازی کرده‌است می‌توان به باشگاه فوتبال استاد رنس، باشگاه فوتبال لو آور، و باشگاه فوتبال لیل اشاره کرد.
وی همچنین در تیم ملی فوتبال فرانسه بازی کرده‌است.